# 밀 Mi-38
밀 Mi-38은 러시아 밀 사가 생산하는 쌍발엔진 다목적 헬리콥터이다. '동구권의 블랙호크'라고 불리는 세계적인 베스트셀러 밀 Mi-8 헬기의 최신형 버전으로 개발되었다.

## 역사
세계 베스트셀러 헬기인 밀 Mi-8은 1961년 초도비행에 성공해, 1967년 판매가 시작되었다. 밀 Mi-8을 대체하기 위해 개발된 밀 Mi-38 헬기는 2003년 12월 22일 초도비행에 성공했다. 2015년 12월 30일 판매가 시작되었다.

## 같이 보기
- 아구스타웨스틀랜드 AW101
- 시코르스키 S-92